# Edward Arthur Milne
Pour les articles homonymes, voir Milne.
Edward Arthur Milne (14 février 1896 - 21 septembre 1950) est un mathématicien et astrophysicien britannique.

## Biographie
Milne naît à Kingston-upon-Hull dans le Yorkshire de l'Est. Il est membre du Trinity College de 1919 à 1925, directeur assistant de l'observatoire de physique solaire de 1920 à 1924 et donne des lectures de mathématiques en 1924 à 1925 et d'astrophysique de 1922 à 1925. Il détient la chaire Beyer de mathématiques appliquées à l'université Victoria de Manchester de 1924 à 1928 avant d'obtenir la chaire Rouse de mathématiques au Wadham College. Milne est président de la Royal Astronomical Society de 1943 à 1945.
Il meurt à Dublin en Irlande.

## Travaux
Les premiers travaux de Milne concernent l'astrophysique théorique. Dans ce domaine il s'illustre par la résolution du problème éponyme permettant d'expliquer l'assombrissement centre-bord des étoiles. À partir de 1932 il travaille sur le problème de l'Univers en expansion et, dans son livre Relativity, Gravitation, and World-Structure (1935), il propose une alternative à la théorie de la relativité générale d'Einstein. Ses derniers travaux portent sur la structure interne des étoiles.
Milne suscite un débat vigoureux, parfois très vif, dans les années 1930-40 sur la méthodologie et, dans une moindre mesure, sur la philosophie sous-jacente utilisée en cosmologie. Si le temps n'a pas retenu les théories de Milne, les débats engendrés ont permis de préciser le cadre méthodologique de la cosmologie.
Au XXIe siècle, ses théories sont toutefois reconsidérées par certains astrophysiciens, comme les français Aurélien Benoit-Lévy et Gabriel Chardin, dans le cadre des théories de l'antigravité et d'expériences du CERN sur les antiparticules.

## Récompenses
- Médaille d'or de la Royal Astronomical Society en 1935,
- médaille royale en 1941,
- médaille Bruce en 1945,
- un cratère sur la Lune porte son nom.

## Publications
- Thermodynamics of the Stars, 1930,
- The White Dwarf Stars, 1932,
- Relativity, Gravitation and World-Structure, 1935,
- Kinematic Relativity, 1948.